# Comuna Novoukraiinka, Bereznehuvate
Novoukraiinka (în ucraineană Новоукраїнка) este o comună în raionul Bereznehuvate, regiunea Mîkolaiiv, Ucraina, formată din satele Novoukraiinka (reședința) și Vitrove.

## Demografie
Componența lingvistică a comunei Novoukraiinka
     Ucraineană (93,37%)
     Rusă (6,22%)
     Alte limbi (0,41%)
Conform recensământului din 2001, majoritatea populației comunei Novoukraiinka era vorbitoare de ucraineană (93,37%), existând în minoritate și vorbitori de rusă (6,22%).